# UFC Fight Night: Moraes vs. Sandhagen
UFC Fight Night: Moraes vs. Sandhagen (conosciuto anche come UFC Fight Night 179, oppure UFC on ESPN+ 37, o anche UFC Fight Island 5) è stato un evento di arti marziali miste tenuto dalla Ultimate Fighting Championship l'11 ottobre 2020 al Flash Forum dell'Isola di Yas, negli Emirati Arabi Uniti.

## Risultati
|                  | Divisione            |                   |                 |                        | Metodo                                   | Round           | Tempo           | Premio          |
| Card Principale  | Card Principale      | Card Principale   | Card Principale | Card Principale        | Card Principale                          | Card Principale | Card Principale | Card Principale |
| ---------------- | -------------------- | ----------------- | --------------- | ---------------------- | ---------------------------------------- | --------------- | --------------- | --------------- |
|                  | Pesi gallo           | Cory Sandhagen    | batte           | Marlon Moraes          | KO tecnico (spinning wheel kick e pugni) | 2               | 1:03            | POTN            |
|                  | Pesi piuma           | Edson Barboza     | batte           | Makwan Amirkhani       | Decisione unanime (30–26, 30–27, 29–28)  | 3               | 5:00            |                 |
|                  | Pesi massimi         | Marcin Tybura     | batte           | Ben Rothwell           | Decisione unanime (29–27, 29–27, 29–27)  | 3               | 5:00            |                 |
|                  | Pesi medi            | Dricus du Plessis | batte           | Markus Perez           | KO (pugni)                               | 1               | 3:22            |                 |
|                  | Pesi massimi         | Tom Aspinall      | batte           | Alan Baudot            | KO tecnico (gomitate e pugni)            | 1               | 1:35            |                 |
|                  | Pesi piuma           | llia Topuria      | batte           | Youssef Zalal          | Decisione unanime (29–28, 29–28, 29–28)  | 3               | 5:00            |                 |
| Card Preliminare |                      |                   |                 |                        |                                          |                 |                 |                 |
|                  | Pesi medi            | Tom Breese        | batte           | K.B. Bhullar           | KO tecnico (pugni)                       | 1               | 1:42            | POTN            |
|                  | Pesi massimi         | Chris Daukaus     | batte           | Rodrigo Nascimento     | KO (pugni)                               | 1               | 0:45            | POTN            |
|                  | Pesi medi            | Joaquin Buckley   | batte           | Impa Kasanganay        | KO (spinning back kick saltato)          | 2               | 2:03            | POTN            |
|                  | Pesi gallo           | Tony Kelley       | batte           | Ali AlQaisi            | Decisione unanime (30–27, 29–28, 29–28)  | 3               | 5:00            |                 |
|                  | Pesi piuma           | Giga Chikadze     | batte           | Omar Morales           | Decisione unanime (30–27, 30–27, 30–27)  | 3               | 5:00            |                 |
|                  | Pesi gallo femminili | Tracy Cortez      | batte           | Stephanie Egger        | Decisione unanime (30–27, 30–27, 30–27)  | 3               | 5:00            |                 |
|                  | Pesi mosca           | Tagir Ulanbekov   | batte           | Bruno Gustavo da Silva | Decisione unanime (30–27, 29–28, 29–28)  | 3               | 5:00            |                 |

## Premi
I lottatori premiati ricevettero un bonus di 50.000 dollari.
Legenda:
- FOTN: Fight of the Night (vengono premiati entrambi gli atleti per il miglior incontro dell'evento)
- POTN: Performance of the Night (viene premiato il vincitore per la migliore performance dell'evento)